# Idunda
Idunda ist ein Verwaltungsbezirk (englisch Ward) des Distrikts Mufindi in der tansanischen Region Iringa.

## Geografie
Idunda liegt im südlichen Hochland von Tansania etwa 65 Kilometer Luftlinie südwestlich der Distrikthauptstadt Mafinga. Der Bezirk grenzt im Norden an Ihowanza und Malangali, im Nordosten an Mbalamaziwa, im Osten an Itandula, im Süden an Saja und im Westen an Ipwani im Distrikt Mbarali. Bei der Volkszählung 2022 lebten 6984 Menschen in 1820 Haushalten auf einer Fläche von 149 Quadratkilometern.

## Gliederung
Der Bezirk besteht aus drei Gemeinden (swahili Mtaa) mit 15 Orten (Kitongoji):
| Ikangamwani - Mpogolo A - Mpogolo B - Shuleni - Kihanga - Itamba - Kihesa | Idumlavanu - Ikonongo - Luwango - Idumilavanu - Ivagula - Ngalanga - Kwambaka | Mkangwe - Mlangali - Utaginyi - Katenge |

## Wirtschaft und Infrastruktur
- Landwirtschaft: Im Bezirk werden rund 2000 Hühner, 5000 Rinder und 800 Ziegen gehalten.[7]
- Bildung: Die Idunda Secondary School ist eine staatliche weiterführende Schule, die Tagesschüler bis zur 4. Stufe ausbildet.[8]